# Virus – Schiff ohne Wiederkehr
Virus – Schiff ohne Wiederkehr  ist ein US-amerikanischer Science-Fiction-Action-Horrorthriller des Regisseurs John Bruno nach der vierteiligen Dark-Horse-Comicserie Virus von Chuck Pfarrer. Der Film startete am 15. Januar 1999 in den US-amerikanischen und am 20. Mai 1999 in den deutschen Kinos.

## Handlung
Eine außerirdische Energielebensform übernimmt, via Parabolantennen über die Raumstation MIR zur Erde abgeleitet, die Kontrolle des russischen Militärforschungsschiffs „Akademic Vladislov Volkov“. Die durch einen Taifun in Seenot geratene Besatzung des US-amerikanischen Schleppkutters „Sea Star“ eines Bergungsunternehmens entdeckt  dieses  Forschungsschiff zufällig im Auge des Tropensturms. Als sie an Bord gehen, erscheint ihnen das nahezu intakte Schiff verlassen und sie wittern schon einen großen Gewinn, wenn sie dieses herrenlose Schiff bergen. Nach Einschalten der elektrischen Systeme erwachen aber auch mysteriöse Kreaturen zum Leben. Auch ein Besatzungsmitglied macht sich bemerkbar; eine russische Forscherin, die nach ihrer Entdeckung sogleich verängstigt Maschinenpistolenfeuer auf die Amerikaner abgibt. Nach ihrer Beruhigung erzählt sie panisch und fragmenthaft von den Ereignissen, denen wohl die gesamte 300-köpfige Besatzung zum Opfer fiel.
Es stellt sich heraus, dass die außerirdische Energielebensform in einem großen Raum des Schiffes eine Roboterfabrik  eingerichtet hat und  Metalle, Elektronik und menschliche Körper zu Cyborgs zusammenbauen lässt. In einer kurzen Verständigung zwischen der Lebensform und den Menschen an Bord stellt sich heraus, dass sie die Menschen als eine Art Virus sieht, der die Erde bedroht, jedoch aus brauchbaren Materialien wie Nerven und „mit Sauerstoff angereichertem Gewebe“ besteht.
Der Rest des Films handelt vom Überlebenskampf der Crew gegen die Cyborgs und einer besonders großen, nahezu unbesiegbaren Kreatur, welche auf ihrer Jagd auch Metallwände überwindet. Schließlich gelingt Steve und Kelly mit einer Art Katapult die Flucht vom Forschungsschiff, welches anschließend durch zuvor präparierte Sprengsätze zusammen mit seinen gefährlichen Bewohnern vernichtet wird.

## Entstehung
Virus ist die bislang einzige Spielfilmregie von John Bruno. Darüber hinaus leitete er die Spezialeffekte bei praktisch allen Filmen von James Cameron bis Avatar (2009). Das Drehbuch entwarf Chuck Pfarrer bereits Anfang der 1990er Jahre. Weil er einen Film aufgrund der notwendigen Spezialeffekte damals allerdings für nicht realisierbar hielt, brachte er eine gleichnamige Comic-Book-Serie heraus. Als die Technik für die Spezialeffekte ausgereift war, schrieb Pfarrer sein ursprüngliches Drehbuch um. Für den Film wurde das echte Bahnverfolgungsschiff General Hoyt S. Vandenberg verwendet, das zum Zeitpunkt der Dreharbeiten bereits lange außer Dienst gestellt war und heute als betauchbares künstliches Riff vor den Florida Keys liegt, mit der kyrillischen Beschriftung aus dem Film.

## Kritiken
Virus erhielt ein sehr schlechtes Presseecho, was sich auch in den Auswertungen US-amerikanischer Aggregatoren widerspiegelt. So erfasst Rotten Tomatoes größtenteils kritische Besprechungen und ordnet den Film dementsprechend als „Gammelig“ ein. Metacritic ermittelt aus den vorliegenden Bewertungen „Überwältigendes Missfallen“.
James Berardinelli schrieb auf ReelViews, der Film reproduziere Octalus, der wiederum ein „billiger Abklatsch“ von Alien gewesen sei. Er versage in fast jedem „denkbaren“ Bereich, einzig die Spezialeffekte seien „überraschend effektiv“. Jamie Lee Curtis „schlafwandle“ durch ihre Rolle, ähnliches schrieb Berardinelli über Donald Sutherland.

„Ganz auf grausame Spezial-Effekte bauender Science-Fiction-Horror-Film, dessen comic-artige Charaktere keinerlei Anteilnahme aufkommen lassen und der seine Spannung vergeblich in aufdringlicher Musik und vorhersehbaren Verfolgungsjagden sucht.“

„Der Titel Virus, ein in der Datenverarbeitung mittlerweile ebenso gebräuchlicher Begriff wie in der Medizin, drückt zum einen die Ambivalenz Mensch-Maschine vortrefflich aus; zum andern verkehrt er die Perspektive des Betrachters, indem das Wort im Film nicht die Bedrohung bezeichnet, sondern das bedrohte Identifikationsobjekt: den Menschen nämlich. Wie das elektronische Alien seinen Opfern per Bildschirmdialog erklärt, ist der Mensch nämlich nichts anderes als ein störender und daher auszuschaltender Virus. Diesen Menschheitsalptraum, irgendwann von perfekten und allmächtigen Maschinen als Unsicherheitsfaktor eingestuft und vernichtet zu werden, hat John Bruno in einen kruden Hollywood-Mainstream gepackt, der mitunter naiv bis haarsträubend anmutet. Trotzdem oder gerade deswegen mag ihn, wer will, sozialpsychologisch aufschlußreich finden – oder sich einfach nur einigermaßen spannend unterhalten bzw. von diversen netten biomechanischen Ekelspielchen erfreuen lassen.“

## Weiterführende Informationen
Siehe auch
- Moontrap (1989) von Robert Dyke

 Belege 
1. ↑   Freigabebescheinigung für Virus – Schiff ohne Wiederkehr. Freiwillige Selbstkontrolle der Filmwirtschaft, November 2011 (PDF; Prüfnummer: 81 932 V).
2. ↑  Virus – Schiff ohne Wiederkehr auf abrauchen.de (Memento vom 4. März 2016 im Internet Archive), abgerufen am 2. August 2011
3. 1 2  Virus – Schiff ohne Wiederkehr. In: Rotten Tomatoes. Fandango, abgerufen am 27. Dezember 2024 (englisch, aggregiert aus 49 Kritiken).
4. 1 2  Virus – Schiff ohne Wiederkehr. In: Metacritic. Abgerufen am 27. Dezember 2024 (englisch, aggregiert aus 17 Kritiken).
5. ↑  Robert Firsching: Kritik zu Virus – Schiff ohne Wiederkehr (Memento vom 22. Januar 2022 im Internet Archive) bei AllMovie (englisch)
6. ↑  Datenbankabfrage bei cinemascore.com
7. 1 2  Kritik von James Berardinelli
8. ↑  Virus – Schiff ohne Wiederkehr. In: Lexikon des internationalen Films. Filmdienst, abgerufen am 2. März 2017.
9. ↑  http://www.schnitt.de/202,2863,01

- Weitere Filmlinks:
- IMDb: Link |
- OFDb: Link |
- AFI: Link |
- Box Office Mojo: Link |
- Schnittberichte: Link |
- Synchronkartei: Link |
- TMDb: Link |
- Letterboxd: Link |
- Moviepilot: Link |
- bearbeiten